# Karolina Wendt
Karolina Elżbieta Wendt (ur. 18 grudnia 1822 w Warszawie, zm. 27 czerwca 1848 w Turynie) – polska tancerka klasyczna baletu romantycznego XIX w. Pierwsza polska wykonawczyni roli Sylfidy (1839) i Gitany (1843) na scenie Teatru Wielkiego w baletach Filippa Taglioniego. Czołowa solistka baletu Warszawskich Teatrów Rządowych w latach 1839–1844, solistka gościnna baletu wiedeńskiego Hoftheater w pierwszej połowie 1845, primabalerina mediolańskiego Teatro alla Scala w latach 1845–1848, notowana tam jako Carolina Vente.

## Młodość
Była najmłodszą córką warszawskiego krawca Piotra Wendta (1770–1828), który osierocił rodzinę, gdy Karolina miała 6 lat. Pozostawił czwórkę dzieci, które wychowywała w biedzie pozostała po nim wdowa Marianna ze Schmidtów (1778–1845). W dniu 1 lutego 1834 umieściła Karolinę w bezpłatnej szkole baletowej Teatru Wielkiego w Warszawie. Karolina była tam początkowo uczennicą Ludmiły Polichnowskiej i Romana Turczynowicza, a w ostatnich latach nauki jej talent szlifowali ówczesny pierwszy tancerz Mikołaj Grekowski i dyrektor baletu Maurice Pion.
Utalentowana 12-latka po raz pierwszy na scenie pojawiła się 6 listopada 1834, tańcząc niewielką partię w balecie Apollo i Midas w choreografii Maurice’a Piona. Od tej pory często występowała w uczniowskich przedstawieniach na scenie ówczesnego Teatru Rozmaitości (dzisiejszy Teatr Narodowy). Przykładowo, 2 czerwca 1836 zatańczyła tam rolę Anetki w Fletrowersie zaczarowanym, a 27 lutego 1837 partię Gracji w Gabinecie figur mechanicznych – w baletach opracowanych przez Piona dla potrzeb uczniów szkoły według dawnych choreografii Fortunata Bernardellego. Wystąpiła też w Kaliszu podczas spotkania cesarza Mikołaja I z królem Fryderykiem Wilhelmem III we wrześniu 1835.

## Pierwsza polska Syfida
Jako zawodowa tancerka zadebiutowała 17 lutego 1839, wcielając się – jako pierwsza Polka – w rolę tytułową w Sylfidzie, którą wystawił wówczas Maurice Pion, wzorując się na paryskim oryginale choreograficznym Filippa Taglioniego. Jej debiut w tej partii, w tak młodym wieku, został przyjęty w Warszawie z entuzjazmem, co przyniosło jej od razu pozycję solistki i uczyniło z niej ulubienicę warszawskiej widowni. Wiemy o tym m.in. od krytyka teatralnego tamtych czasów, właściciela "Gazety Warszawskiej", Antoniego Lesznowskiego, który w swoich felietonach poświęcił jej wiele miejsca.
Oto próbka jego oceny talentu Karoliny (1841): Główną ozdobą tego baletu jest rola Sylfidy. Od lat dwóch przeszło występuje w niej młoda, pełna talentu tancerka, panna Wendt. Przypominamy sobie jej pierwsze wystąpienie tak chlubne, i które zapowiadało świetniejsze jeszcze nadzieje. Te nadzieje dziś się ziściły. Przed dwoma laty panna Wendt była prawie dzieckiem, a jednak już wtenczas potrafiła szczęśliwie zwalczyć wszystkie trudności tańca i gry tej roli, już wtenczas na powszechne zasłużyła pochwały. Od tej epoki, w miarę rozwijania się fizycznych władz panny Wendt, i talent jej coraz bardziej się wykształcał, rozwijał, co dzień świeżych nabierał powabów i wdzięków. Taniec panny Wendt ma sobie coś powietrznego. Nie wiemy, co w nim podziwiać, czy tę lekkość, która zdaje się unosić ją w powietrzu, czy wdzięk, tę gracje, która jest rozlana w każdym jej ruchu, w każdym geście. W "Sylfidzie", aby całość była zupełna, potrzeba żeby tancerka była także aktorką mimiczną. I w tym punkcie panna Wendt zadosyć czyni wszelkim wymaganiom. Gra jej mimiczna jest pełna prawdy i czucia. Gromy oklasków, brawa i kilkakrotne przywołania są najlepszym dowodem, że publiczność umie ocenić talent młodej, na naszej scenicznej niwie powstałej i ukształconej tancerki.

## Ważniejsze role w Warszawie
- 1837: Bryzeida – Mars i Flora, choreografia Maurice Pion wg Louisa Thiérry, muzyka Karol Kurpiński
- 1839: Sylfida – Sylfida, choreografia Maurice Pion wg Filippa Taglioniego, muzyka Jean Schneitzhöffer
- 1840: Jeniusz – Jeniusz różowy, czyli Fernando i Leora, choreografia Maurice Pion, muzyka Józef Damse
- 1841: Regina – Schadzka na przedmieściu, czyli Więcej strachu niż bólu, choreografia Maurice Pion, muzyka Józef Damse i Józef Stefani
- 1842: Paquilla – Herta, królowa Elfryd, czyli Czarownica i pasterka, choreografia Maurice Pion wg Filippa Taglioniego, muzyka Johann Georg Friedrich Keller
- 1842: Donna Maria – Rozbójnik morski, choreografia Filippo Taglioni, muzyka  Adolphe-Charles Adam
- 1842: Jola – Lucyperek, choreografia Maurice Pion wg Julesa Perrota, muzyka Wilhelm Ludwig Reuling i Józef Stefani
- 1843: Gitana – Gitana, choreografia Filippo Taglioni, muzyka Johann Philipp Schmidt, Daniel Auber i Józef Stefani
- 1843: Mimili – Mimili, czyli Stryjczykowie, choreografia Maurice Pion, Muzyka Józef Stefani
- 1844: Główna solistka – Poranek indyjski, choreografia Filippo Taglioni, muzyka Józef Stefani
- 1844: Solistka – Dzień karnawału weneckiego, choreografia Filippo Taglioni, muzyka Józef Stefani
- 1844: Miranda – Miranda, choreografia Paolo Taglioni wg Filippa Taglioniego, muzyka Daniel Auber i Gioacchino Rossini[3].

Krakowski senator Franciszek Korab Brzozowski oglądał Karolinę w Sylfidzie oraz Weselu w Ojcowie podczas pobytu w Warszawie w 1842 i wspominał z uznaniem, określając ją przy tym „metresą Nesselrodego”. Nie wiadomo, czy taką usłyszał plotkę, czy była to prawda. Jeśli tak, to znaczyłoby, że miała wtedy wpływowego protektora, bo 56-letni wówczas generał-lejtnant w służbie rosyjskiej, hrabia Fryderyk Karol Nesselrode (ojciec Marii Kalergis) był komendantem głównym żandarmerii Królestwa Polskiego.
W latach 1843–1844 Karolina Wendt pozostawała pod opieką pedagogiczną i była ulubioną solistką wybitnego baletmistrza epoki romantyzmu Filippa Taglioniego podczas pierwszych lat jego dyrekcji baletu w Teatrze Wielkim. Krytyka i publiczność ceniły ją przede wszystkim na kreację Sylfidy, którą stale rozwijała i doprowadziła do perfekcji, ale także za role w innych baletach Taglioniego, jak: Paquilla w Hercie, królowej Elfryd, Donna Maria w Rozbójniku morskim czy tytułowe partie w Gitanie i Mirandzie. W komplementach pod jej adresem przodował cytowany już Lesznowski. Oto dwa inne tego przykłady z lat 1842 i 1843: Nie wiemy, co w niej więcej uwielbiać, czy tę grację, czy wdzięk trudny do opisania, rozlany w jej powabnej postaci, czy tę biegłość, łatwość, to wykształcenie mechaniczne nóg, czy na koniec to życie, ten zapał. Wszystkie role imaginacyjne, powietrzne, sylfidy, nimfy najwłaściwsze są dla talentu Panny Wendt, to jej dziedzina. Panna Wendt stworzona na tancerkę pierwszego rzędu, taniec klasyczny to jej sfera, trudności swej sztuki pokonywa ona tak zwycięsko, że w oczach widzów one łatwymi się stają. Lekkość zadziwiająca, wykończenie i wiele wdzięku to cechy jej tańca tak w "Gitanie", jak w "Sylfidzie", jak wszędzie. Była jedną z najbardziej utalentowanych tancerek swoich czasów.
Po raz ostatni wystąpiła na scenie Teatru Wielkiego 30 listopada 1844, żegnając się z warszawską widownią rolą Mirandy w balecie Taglioniego. Z dniem 1 grudnia 1844 na własną prośbę została uwolniona z kontraktu w Warszawskich Teatrach Rządowych, zaproszona na gościnne występy do Wiednia, gdzie pozostała jednak tylko do połowy 1845

## Występy gościnne w Wiedniu
- 1845: Sylfida – Sylphide, choreografia Filippo Taglioni, muzyka Jean Schneitzhöffer
- 1845: Krakowiak i Mazurka – Gisella, oder Die Willis (wstawiane do I aktu baletu Jeana Corallego), prawdopodobnie były to tańce z warszawskiego Wesela w Ojcowie w choreografii Maurice’a Piona wg Louisa Thierry’ego i z muzyką Karola Kurpińskiego
- 1845: Pas de cinq – La Tarentule, choreografia Jean Coralli, muzyka Casimir Gide[3].

Publiczność i prasa wiedeńska przyjęły ją entuzjastycznie. W dzienniku „Der Wanderer” pisano po jej pierwszym występie: Na ogół Sylfy i inne ulotne duchy przynoszą do nas ciepłe wiatry zachodnie – tym razem młodziutka Sylfida przyleciała na skrzydłach Boreasza z ostrej północy. Nie spodziewałem się ze strony tej arktycznej Sylfidy tyle gibkości, wdzięku i artyzmu, jakie Panna Wendt zaprezentowała podczas pierwszego występu gościnnego. Wnikliwa i sprawiedliwa zawsze publiczność obdarzyła znakomity występ debiutantki wielkim aplauzem. To nie lada uznanie dla kunsztu gościnnej artystki, skoro zaspokoiła oczekiwania widzów Hoftheater, w którym odnosiły swoje tryumfy Grisi, Taglioni, Elssler, Rozier, Danse itd..

## Primabalerina Teatro alla Scala
W połowie 1845 zaproponowano jej pozycją pierwszej tancerki klasycznej słynnego Teatro alla Scala i już pod koniec tego roku rozpoczęła karierę w Mediolanie, gdzie pracowała ze znanymi choreografami jej czasów, jak: Filippo Taglioni, Carlo Blasis, Giovanni Casati, Domenico Ronzani czy Jules Perrot. Była tam jedną z tzw. primabalerin typu francuskiego, co znaczyło, że wykonywała zarówno role dramatyczne, jak również rozmaite popisowe partie stricte taneczne, często trudne dziś do zidentyfikowania. Przez cały ten czas doskonaliła wciąż swój warsztat taneczny pod kierunkiem znakomitego mediolańskiego pedagoga, szefa szkoły baletowej La Scali, Carla Blasisa. Tańczyła tam obok tak sławnych balerin romantycznych, jak Maria Taglioni, Fanny Elssler, Carolina Rosati, Jelena Andrejanowa, Adele Dumilatre czy Adele Monplaisir, a partnerowali jej czołowi tancerze La Scali tamtych lat jak Gustave Carey, Jules Perrot czy  Hippolyte Monplaisir. Występowała nie tylko w Teatro alla Scala, ale także gościnnie na scenach Teatro Carlo Felice w Genui (wiosną 1847) oraz Nuovo Teatro Nazionale w Turynie (wiosną 1848). Jej występom towarzyszyły w prasie włoskiej nieustanne słowa uznania graniczące z zachwytem.

## Ważniejsze role w Mediolanie[3]
- 1845: partia solowa – Zeila, choreografia Charles-Auguste Hus, muzyka N.N.[13]

- 1846: partia solowa – Pas de quatre, choreografia Filippo Taglioni wg Julesa Perrota, muzyka Cesare Pugni, tańczyły: Maria Taglioni, Carolina Rosati, Carolina Vente i Sofia Fuoco (słynne romantyczne divertissement, stworzone rok wcześniej w Londynie, zrealizowane w La Scali przez Taglioniego i pokazane tam 14 marca 1846 przy okazji gościnnych występów jego córki Marii Taglioni; Karolina Wendt wykonywała w nim partię tańczoną w Londynie przez Carlottę Grisi)[14]
- 1846: patia solowa – L'ombra, choreografia Filippo Taglioni, muzyka N.N. (w przedstawieniu z udziałem Marii Taglioni w roli tytułowej)
- 1846: partia solowa – Iselda di Normandia, choreografia Giovanni Casati, muzyka Pio Bellini
- 1846: pierwsza solistka – Ballabili (tańce) w operze Roberto il diavole Giacomo Meyerbeera, choreografia Carlo Blasis, muzyka Pio Bellini
- 1846: M-lle Camargo – Manon Lescaut, choreografia Giovanni Casati, muzyka Pio Bellini
- 1846: partia solowa – Sardanapalo, choreografia. Giovanni Casati, muzyka Pio Bellini
- 1846: Annetta – La duchessa di Mazarino, choreografia Giovanni Casati, muzyka Pio Bellini
- 1846: Argentina – Le Villanelle di Chambery, choreografia Tommaso Casati, muzyka. Pio Bellini
- 1847: partia solowa – Caterina ovvero la figlia del bandito, choreografia Jules Perrot, muz. Cesare Pugni, Giovanni Bajetti
- 1847: Elisa – Adelaide di Francia, choreografia Tommaso Casati wg Luisa Henry’ego, muzyka Cesare Pugni
- 1847: Primabalerina Diana – Beatrice di Gand ovvero un sogno, choreografia Domenico Ronzani wg Antonia Cortesiego, muzyka N.N.
- 1847: partia solowa - Odetta o La Demenza di Carlo VI re di Francia, choreografia Jules Perrot, muzyka Giacomo Panizza, Giovanni Bajetti, Giovanni Battista Croff
- 1847: partia solowa – Dianora de'Bardi, choreografia Egidio Priora, muzyka. N.N.
- 1847: partia solowa – Gli Afghani, choreografia Egidio Priora, muzyka Antonio Mussi
- 1847: partia solowa – Odoardo III ossia L'assedio di Calais, chorografia Charles-Auguste Hus wg Louisa Henryego, muzyka Wolfgang Amadeus Mozart, Gioacchino Rossini, Giacomo Meyerbeer, Cesare Pugni
- 1848: Walc – Faust, choreografia Jules Perrot, muzyka Giacomo Panizza, Michael Andrew Costa i Niccolò Bajetti
- 1848: partia solowa – La silfide, choreografia Andrea Palladino wg Antonia Cortesiego, muzyka Jean Schneitzhoeffer
- 1848: Wieśniaczka Mazourka – Il diavolo a quattro (polski tytuł: Hrabina i wieśniaczka), choreografia Andrea Palladino wg Josepha Maziliera, muzyka Pio Bellini (Nuovo Teatro Nazionale, Turyn)[3][12].

## Śmierć w Turynie
Chorowała na gruźlicę, a pogarszający się stan zdrowia i rychła śmierć 27 czerwca 1848 w Turynie, podczas występów gościnnych w tamtejszym Nuovo Teatro Nazionale, przerwała jej karierę na scenie mediolańskiego Teatro alla Scala. Włoska gazeta "Il Pirata" tak żegnała ją w numerze z 1 lipca 1848: W dniu 27 czerwca o godzinie szóstej rano, po długiej chorobie, w Turynie zakończyła życie Carolina Vente, tancerka, której w krótkim czasie udało się osiągnąć wysoką reputację na scenie La Scali oraz w innych stolicach i miastach. Miała zaledwie dwadzieścia pięć lat. Ta tragedia została przyjęta z ogromnym bólem przez jej towarzyszy i z pewnością wywoła szczere łzy u wszystkich, którzy mieli szczęście ją poznać.